# Linia kolejowa Rzeżyca – Dyneburg
Linia kolejowa Rzeżyca – Dyneburg – linia kolejowa na Łotwie łącząca stacje Rzeżyca I i Dyneburg.
Linia na całej długości jest niezelektryfikowana. W większości jest jednotorowa z wyjątkiem odcinków Rzeżyca I – Pūpoli i Krāce – Ałgona, które są dwutorowe.

## Historia
Linia powstała w 1860 jako część Kolei Warszawsko-Petersburskiej. Początkowo leżała w Imperium Rosyjskim, w latach 1918–1940 na Łotwie, następnie w Związku Sowieckim (1940–1991). Od 1991 ponownie znajduje się w granicach niepodległej Łotwy.